# Ahmose-Meritamon
Ahmose-Meritamon byla staroegyptská královna pocházející z počátku 18. dynastie. Byla sestrou a velkou královskou manželkou faraona Amenhotepa I. Byla dcerou prvního faraona Nové říše Ahmose I. a jeho manželky Ahmose-Nefertari.
V roce 1817 byla v Karnaku nalezena její vápencová socha. Její mumie byla nalezena v hrobce TT358 v Dér el-Bahrí. Z jejích ostatků bylo zjištěno, že zemřela poměrně mladá, avšak již trpěla artritidou a skoliózou.
Její jméno v překladu znamená „Zrozená Iahem, milovaná Amonem“.